# 9. пук ВОЈИН
9. пук ВОЈИН био је пук ваздушног осматрања, јављања, извиђања и навођења (ВОЈИН) Југословенске народне армије. Према плану Дрвар планирано је формирање пука још 1959. године. Због потешкоћа у опремању са техником, оформљен је тек 6. маја 1961. године са командом у Сплиту.
Према плану Дрвар 2 расформиран 1964. године. 

## Организација
Током свог постојања, 9. пук ВОЈИН је био у саставу:
- 9. ваздухопловне команде (1961—1964)

## Команданти пука
- пуковник Антун Пожег